# Pradère-les-Bourguets
Pradère-les-Bourguets (en gascon Pradèra e Les Borguets) est une ancienne commune de la Haute-Garonne. Le 1er mars 2018, elle fusionne avec la commune de Lasserre pour former la commune de Lasserre-Pradère.
Ses habitants sont appelés les Pradérois.

## Géographie
Commune de l'aire urbaine de Toulouse située dans le Savès à 27 km à l'ouest de Toulouse, dans la vallée de la Save qui forme une limite naturelle avec la commune voisine du Castéra. C'est une commune limitrophe avec le département du Gers.

### Communes limitrophes
|                    | Le Castéra            | Lévignac                    |
| Sainte-Livrade     | Pradère-les-Bourguets | Lasserre (Lasserre-Pradère) |
| Ségoufielle (Gers) | Mérenvielle           |                             |

### Transports
- Par la route : route nationale 224.

- Par le train : les gares les plus proches sont la gare de Brax - Léguevin ou la gare de Mérenvielle sur la ligne Sainte-Agne - Auch.

## Histoire
Le 1er janvier 2018, la commune est regroupée avec celle de Lasserre pour devenir Lasserre-Pradère, sous le régime de fusion-association.

## Politique et administration

### Administration municipale
Le nombre d'habitants au recensement de 2011 étant compris entre 100 et 499, le nombre de membres du conseil municipal pour l'élection de 2014 est de onze,.

### Rattachements administratifs et électoraux
La commune déléguée fait partie de la sixième circonscription de la Haute-Garonne, de Le Grand Ouest Toulousain Agglomération et du canton de Léguevin.

### Liste des maires
| Période                                  | Période  | Identité         | Étiquette | Qualité  |
| ---------------------------------------- | -------- | ---------------- | --------- | -------- |
| juin 1995                                | 2014     | Jean de La Fage  |           |          |
| mars 2014                                | En cours | Christian Tauzin | SE        | Retraité |
| Les données manquantes sont à compléter. |          |                  |           |          |

## Population et société

### Démographie
| 1793 | 1800 | 1806 | 1821 | 1831 | 1836 | 1841 | 1846 | 1851 |
| ---- | ---- | ---- | ---- | ---- | ---- | ---- | ---- | ---- |
| 151  | 182  | 200  | 191  | 194  | 200  | 200  | 191  | 203  |

| 1856 | 1861 | 1866 | 1872 | 1876 | 1881 | 1886 | 1891 | 1896 |
| ---- | ---- | ---- | ---- | ---- | ---- | ---- | ---- | ---- |
| 176  | 178  | 182  | 181  | 166  | 158  | 154  | 145  | 153  |

| 1901 | 1906 | 1911 | 1921 | 1926 | 1931 | 1936 | 1946 | 1954 |
| ---- | ---- | ---- | ---- | ---- | ---- | ---- | ---- | ---- |
| 155  | 145  | 129  | 122  | 120  | 117  | 107  | 133  | 115  |

| 1962 | 1968 | 1975 | 1982 | 1990 | 1999 | 2006 | 2011 | 2015 |
| ---- | ---- | ---- | ---- | ---- | ---- | ---- | ---- | ---- |
| 114  | 111  | 122  | 152  | 194  | 251  | 245  | 216  | 441  |

| selon la population municipale des années : | 1968 | 1975 | 1982 | 1990 | 1999 | 2006 | 2009 | 2013 |
| Rang de la commune dans le département      | 476  | 462  | 402  | 351  | 312  | 341  | 358  | 309  |
| Nombre de communes du département           | 592  | 582  | 586  | 588  | 588  | 588  | 589  | 589  |

### Économie
L'économie est essentiellement basée sur l'agriculture culture de céréales (maïs, blé ...)

### Enseignement
Pradère-les-Bourguets fait partie de l'académie de Toulouse.
L'éducation est assurée par un regroupement pédagogique intercommunal pour les classes de primaire sur la commune et la maternelle sur la commune de Lasserre. Pour le collège à Cadours.

### Écologie et recyclage
La collecte et le traitement des déchets des ménages et des déchets assimilés ainsi que la protection et la mise en valeur de l'environnement se font dans le cadre de Le Grand Ouest Toulousain Agglomération.

## Culture locale et patrimoine

### Lieux et monuments
- Château et pigeonnier de Las Néous
- Moulin de Pradère sur la Save
- Chapelle de Pradère ou Saint-Symphorien, qui fait partie de la commune du Castéra

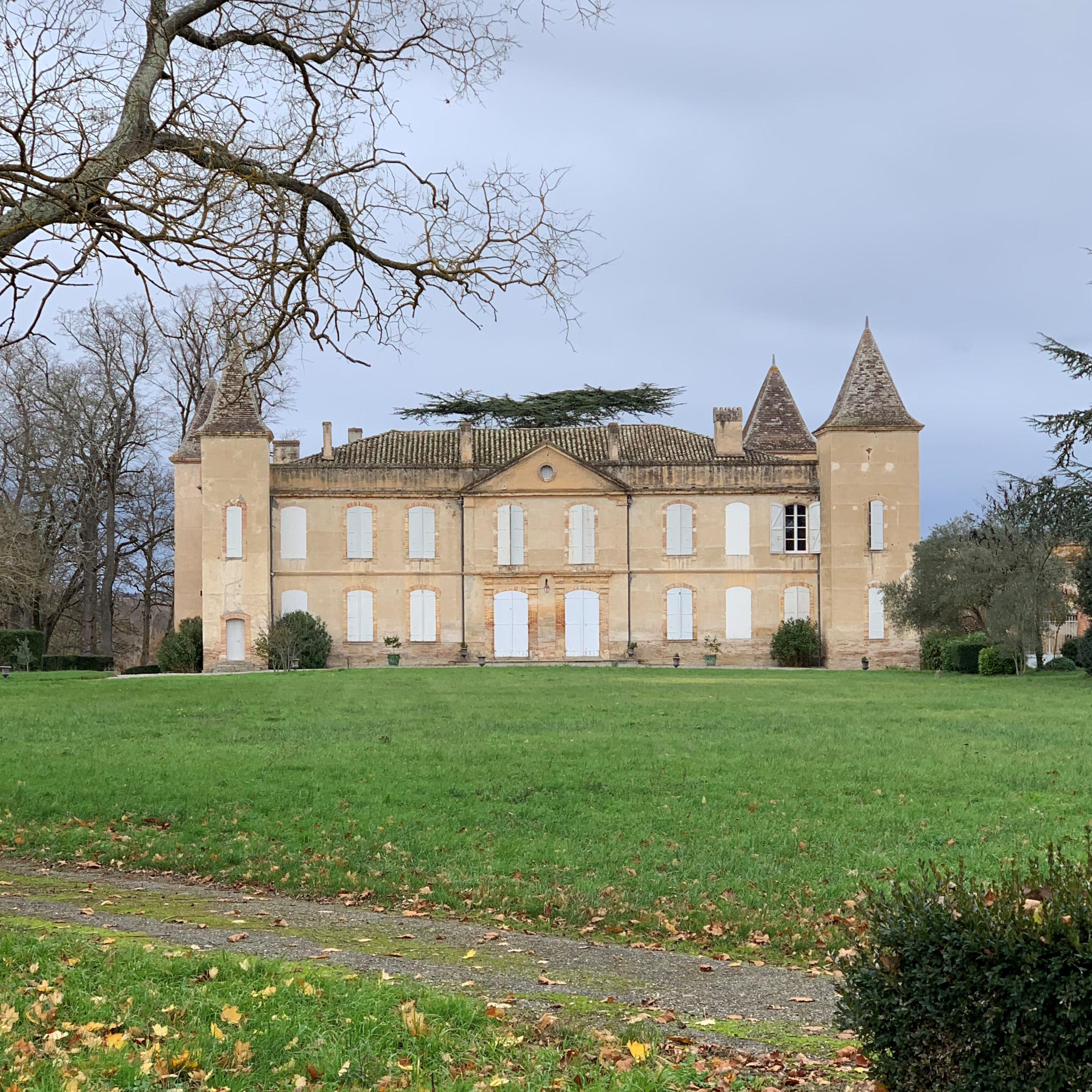
Château de Las Néous.
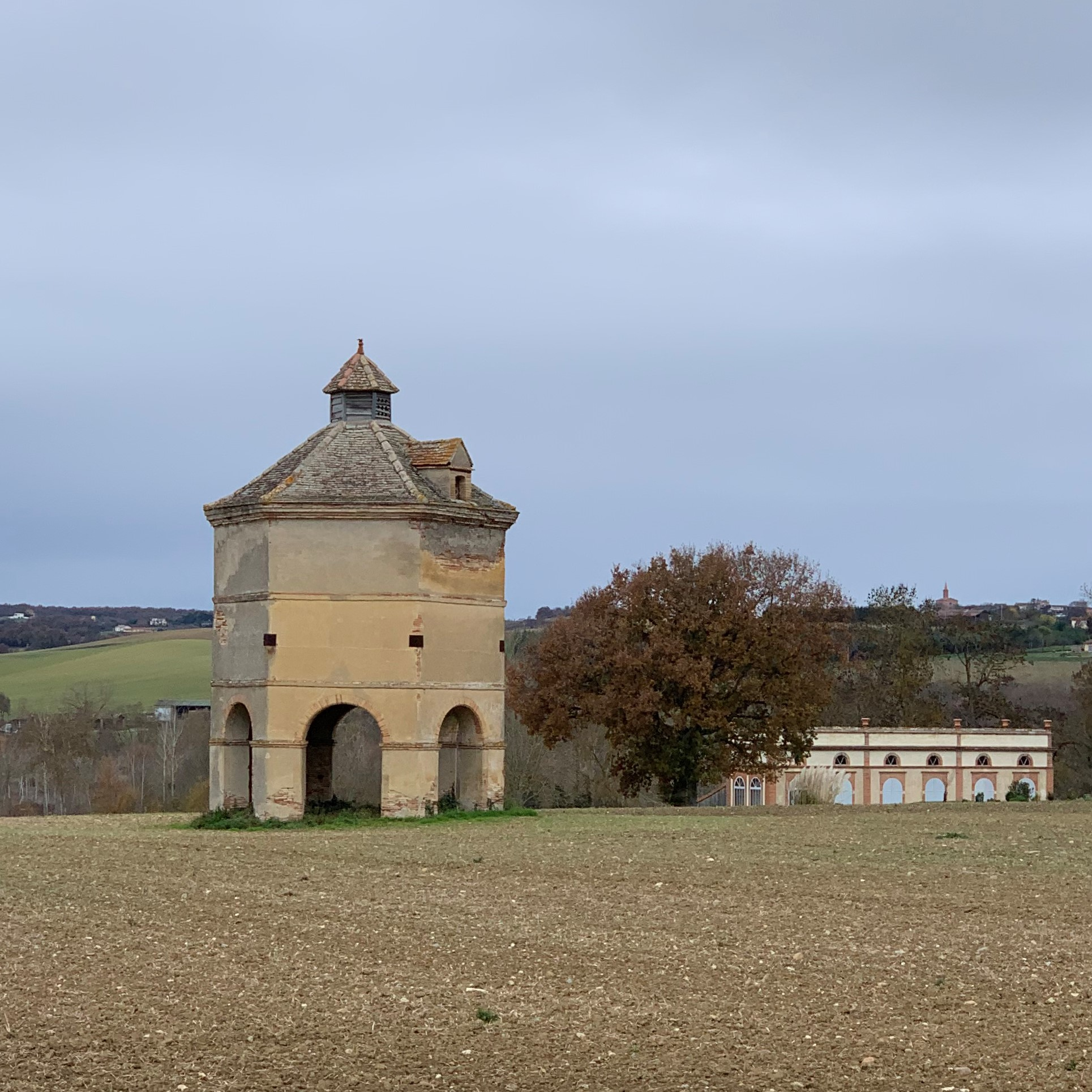
Pigeonnier du château de Las Néous.
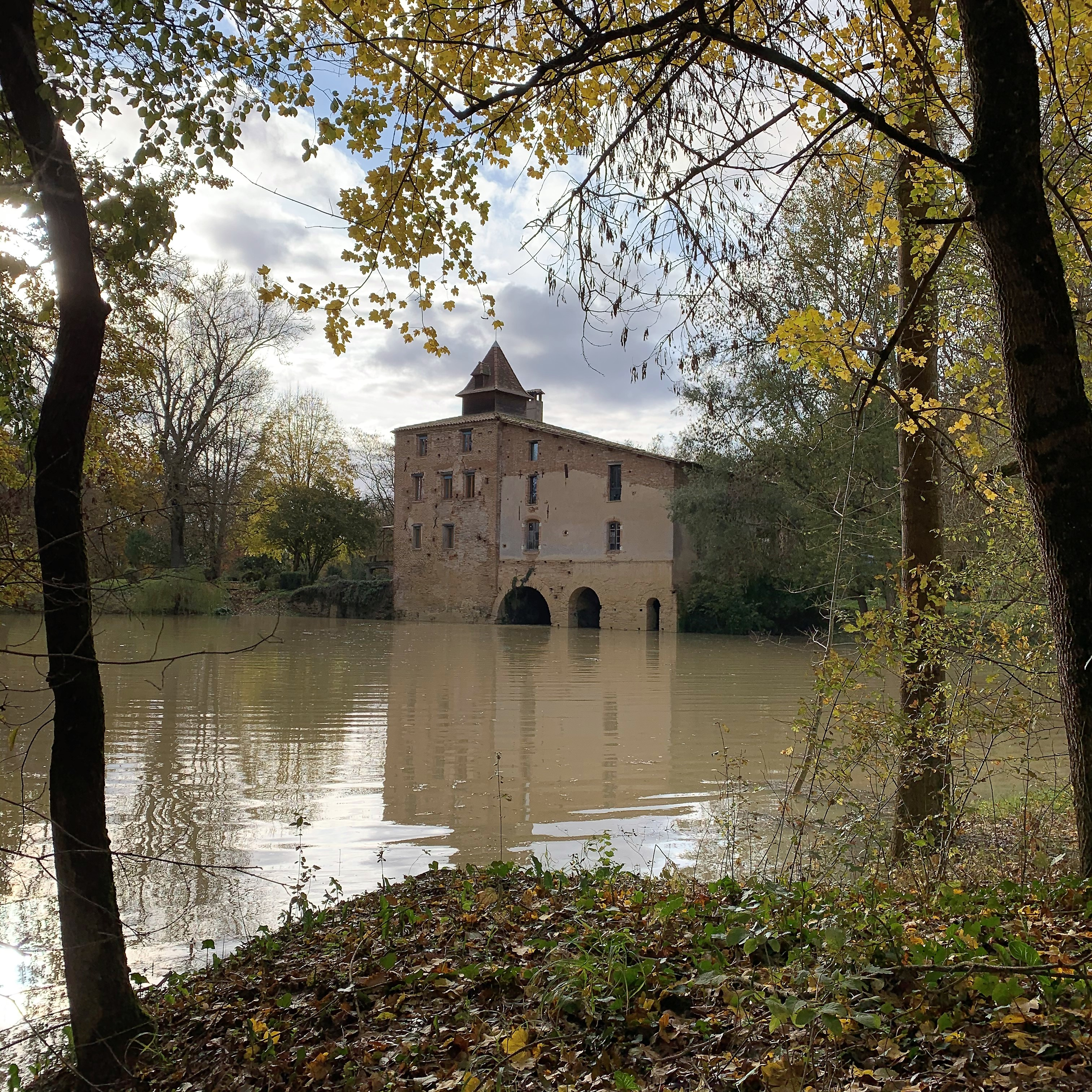
Moulin de Pradère.
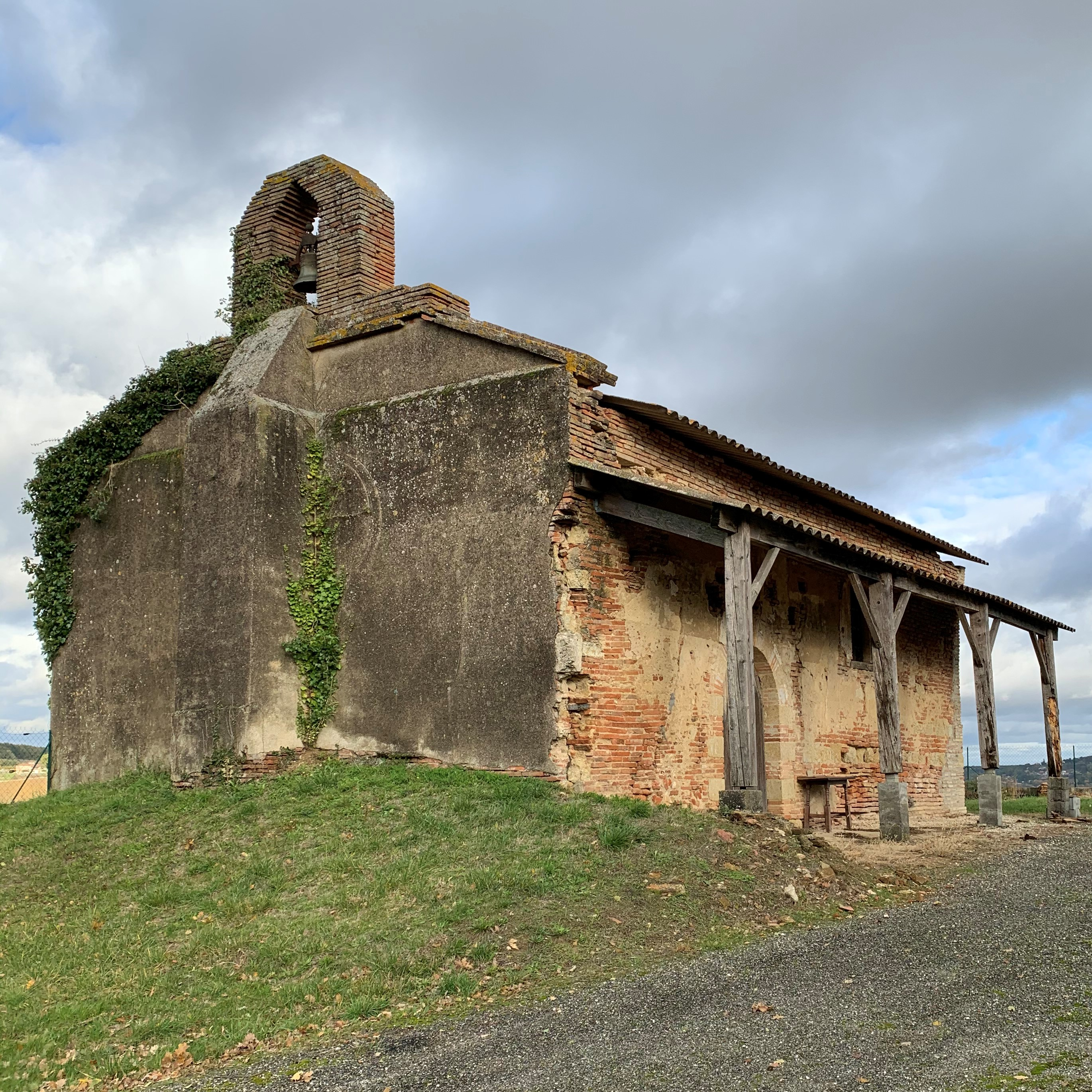
Chapelle de Pradère.

## Pour approfondir